# Запрудная (приток Лавы)
Запрудная — река в России, протекает по территории Правдинского района Калининградской области. Длина реки — 19 км, площадь водосборного бассейна — 95,3 км²

## География и гидрология
Исток реки расположен в районе посёлка Домново.
Река Запрудная является левобережным притоком реки Лавы, её устье расположено у посёлков Дальнего и Холмогорье, в 38 километрах от устья реки Лавы, общая протяжённость реки Запрудной 19 километров.
Через Запрудную переброшен ряд мостов, 5 железобетонных и 2 каменных моста, а также несколько деревянных мостов.

## Данные водного реестра
По данным государственного водного реестра России относится к Балтийскому бассейновому округу, водохозяйственный участок реки — Преголя. Относится к речному бассейну реки Неман и рекам бассейна Балтийского моря (российская часть в Калининградской области).
Код объекта в государственном водном реестре — 01010000212104300010343.